# استيتيكا (رواية)
استيتيكا هي الرواية للكاتبة الأمريكية ألي روبوتوم صدرت في 2022 التي كان أول كتاب لها عبارة عن مذكرات جيل-أو غيلز لعام 2018. نُشر ت الرواية بواسطة مطبعة سوهو، تدور أحداثها حول آنا المؤثرة الشهيرة على الانستغرام، التي تُفكر بعد خمسة عشر عامًا من ذروة شهرتها في إجراء جراحة تجريبية باسم استيتيكا، والتي من شأنها أن تعيد وجهها إلى حالته الطبيعية.

## الكتابة والتطوير
حاولت روبوتوم كتابة جزء ثاني لمذكراتها جيل-أو غيرلز لعام 2018 في الأشهر الستة التي تلت نشرها.  كانت روبوتوم تفكر في كتابة رواية عن شخص تُتابعه على الانستغرام لبعض الوقت ولكن تأخرت بسبب الظروف بما في ذلك سرقة حاسوبها المحمول.   كان تركيز الرواية على وسائل التواصل الاجتماعي والجراحة التجميلية ومعايير الجمال وتأثيرها على النساء مستوحى من تصور روبوتوم بأن لا أحد كان يكتب عن هذه المواضيع. 

## الاستقبال

### الاستقبال النقدي
وفقًا لمجمع المراجعة الأدبية بوك ماركس كانت جميع مراجعات الرواية إيجابية أو إطرائيّة. 
في مراجعة إيجابية نشرتها أسترا أشادت فيليبا سنو بنثر روبوتوم، مشيرةً إليه على أنه شاعري، وغالبًا ما يكون حزينًا بشكل لطيف بدلاً من الأسلوب الرائع والسريري تتوقع سنو أن الجمهور قد يتوقعه من رواية ذات موضوع مثير للاهتمام مثل للإنترنت.  وصفت مراجعات كيركس كتابات روبوتوم بأنها تتناوب بين الصور المذهلة والبساطة المتقطعة، مما يمنحها جودة جذابة مثل أفضل خوارزميات الوسائط الاجتماعية. 

### الجوائز
أُدرجت الرواية ضمن القوائم التي نشرتها الإذاعة الوطنية العامة ومجلة فانيتي فير ومجلة غلامور لأفضل الكتب لعام 2022.   